# 驱魔 (2024年电影)
《驱魔》（英語：The Exorcism）是一部2024年美國超自然恐怖片，由喬舒亞·約翰·米勒執導並與M·A·福丁共同編劇，羅素·高爾、瑞恩·辛普金斯、山姆·沃辛頓、克蘿伊·貝莉、亞當·戈德堡、阿德里安·派斯達和大衛·海德·皮爾斯主演。劇情講述一名演員在拍攝恐怖片時發生脫序行為，女兒懷疑他是否又沾染毒品，或者是某種超自然力量作祟。
電影2024年6月21日於美國上映。

## 製作
2019年10月，宣布羅素·高爾加入喬舒亞·約翰·米勒、M·A·福丁所執導的電影，並由米拉麥克斯影業製作。2019年11月，瑞恩·辛普金斯、克蘿伊·貝莉、山姆·沃辛頓、大衛·海德·皮爾斯、Tracey Bonner、薩曼莎·馬西斯、阿德里安·帕斯達和亞當·戈德堡加入演員名單。

### 拍攝
主體拍攝2019年11月於北卡羅來納州的威爾明頓展開，持續到12月。

## 外部連結
- 互联网电影数据库（IMDb）上《驱魔》的资料（英文）